# Miroslav Sládek
Miroslav Sládek (* 24. října 1950 Hradec Králové) je český krajně pravicový politik, publicista, zakladatel a předseda Sdružení pro republiku – Republikánské strany Československa, později zakladatel stran Republikáni Miroslava Sládka a Sdružení pro republiku – Republikánská strana Československa Miroslava Sládka. Patřil k výrazným a vlivným, ovšem také k nejkontroverznějším českým politikům 90. let 20. století, několikrát čelil trestnímu stíhání. Po roce 2000 se stal jen marginální postavou české politiky.

## Život
Vyrůstal v Kostelci nad Orlicí, studoval na Filozofické fakultě Univerzity Karlovy obor knihovnictví a vědecké informace. Později přesídlil do Brna. Je římský katolík.
V letech 1981–1986 pracoval v Českém úřadu pro tisk a informace, kde se věnoval pořádání tiskových konferencí.
Roku 2014 čelil exekucím.
Jeho manželkou je Laura Sládková, která se rovněž angažovala ve vedoucích pozicích v SPR-RSČ a kterou si vzal v roce 2003 po dlouhodobé známosti.

## Politické působení
Brzy po sametové revoluci se začal politicky angažovat, nejprve v okruhu Demokratické iniciativy. Již v prosinci 1989 okolo něj vznikla zatím izolovaná pražská skupina nazvaná Republikánská strana. Na území Československa v té době vznikalo paralelně několik formací navazujících na meziválečný agrarismus a republikanismus. V následujících týdnech probíhal jejich integrační proces. Skupina okolo Sládka se koncem ledna 1990 spojila s Republikánskou unií, ale po několika týdnech ji kvůli Sládkovým ambicím opustila. Dne 24. února 1990 se konal ustavující sjezd Sdružení pro republiku – Republikánské strany Československa (SPR-RSČ), na kterém tuto formaci Miroslav Sládek definoval jako radikálně pravicovou stranu odmítající spolupráci s komunisty. Strana byla oficiálně založena 26. února téhož roku. Sládek byl pak dlouhodobě předsedou SPR-RSČ. V roce 1992 neúspěšně kandidoval na prezidenta ČSFR a roku 1993 na prezidenta České republiky.
Ve volbách roku 1992 byl za SPR-RSČ zvolen do Sněmovny lidu Federálního shromáždění (volební obvod Středočeský kraj). Ve Federálním shromáždění setrval do zániku Československa v prosinci 1992. Ve volbách v roce 1996 byl zvolen do Poslanecké sněmovny Parlamentu České republiky za SPR-RSČ a poslanecký mandát zastával do předčasných voleb roku 1998.

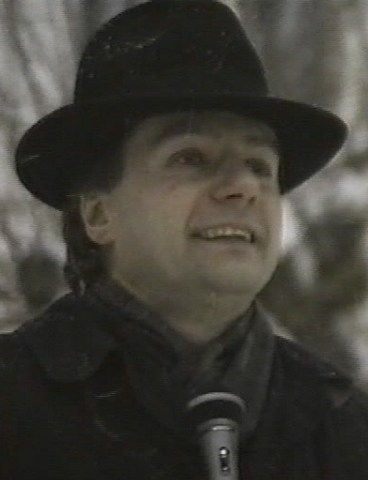
Sládek v roce 1996

V 90. letech se profiloval jako stoupenec připojení Zakarpatské oblasti zpět k Československu, když na hradě v Mukačevu vztyčil československou vlajku. Byl ústřední postavou některých afér. V červnu 1991 vedl demonstraci republikánů k sídlu Československé televize v Praze, kde zazněly vulgární urážky Václava Havla, v roce 1993 napadl v kadeřnictví ženu. Za svůj projev k Česko-německé deklaraci v roce 1997 byl zbaven imunity a trestně stíhán, ale soud jej obžaloby zprostil. Coby vazebně stíhaný nemohl se jako zákonodárce zúčastnit volby prezidenta republiky roku 1998 (v níž kandidoval). SPR-RSČ tento fakt kritizovala a neúspěšně se obrátila i na Ústavní soud. V průběhu kariéry publikoval Sládek několik knih: ...A tak to vidím já (1992), Znamení doby (1994), To, co mám na mysli, je svoboda (1995), Právě Váš hlas rozhodne (1996) a Nikdy jsem Vám nelhal (1998).
V předčasných sněmovních volbách v roce 1998 republikáni úspěch nezaznamenali, neboť ztratili oproti volbám roku 1996 více než polovinu voličů. Jediným krajem, kde strana překročila hranici 5 %, byl kraj Severočeský s 6,1 % hlasů. Po neúspěchu ve volbách se ve straně vytvořila frakce (Reformní klub), která kritizovala vedení Miroslava Sládka, ale byla eliminována. Stranu tehdy opustili někteří významní politici jako Josef Krejsa, Petr Vrzáň nebo Jan Vik. Miroslav Sládek nadále zůstal předsedou SPR-RSČ. Počátkem 21. století stranu postihly finanční problémy, počátkem roku 2001 byl na ni vyhlášen konkurz. Již v roce 2000 založil Sládek politickou stranu Republikáni Miroslava Sládka (RMS), do níž přešla velká část členské základny a za kterou neúspěšně kandidoval ve volbách roku 2002 i ve volbách do Evropského parlamentu 2004.
V roce 2002 se byl zvolen místostarostou brněnské městské části Útěchov. Vyhrál následující předčasné volby v roce 2004, ale jeho sdružení přešlo do opozice a následně se formálně přestěhoval do Králova Pole, čímž jeho mandát zastupitele zanikl. Údajně na protest s počínáním státní moci jeho strana nekandidovala v červnu 2006 ve volbách do Poslanecké sněmovny, členové RMS ovšem byli na kandidátních listinách Národní strany. Jeho předsednictví ve straně RMS zaniklo společně s definitivním právním ukončením fungování strany v květnu 2008, kdy byla sloučena s SPR-RSČ. Jejím předsedou byl opětovně zvolen Sládek. V roce 2010 byl společně s Martinem Smetanou podmíněně odsouzen za předlužení strany v roce 2000. Pražský městský soud potvrdil dvouletý podmíněný trest s tříletou zkušební dobou, který mu byl vyměřen Obvodním soudem pro Prahu 9. Na rozdíl od původního verdiktu byla odstraněna povinnost uhradit pokutu 300 000 korun a nebyl potvrzen tříletý zákaz působení ve statutárních orgánech právnických osob. V roce 2013 strana SPR-RSČ zanikla; v květnu tohoto roku ji rozpustil Nejvyšší správní soud na návrh vlády. V roce 2014 čelil Sládek insolvenčnímu řízení, snad z důvodu zadlužení strany.
Na počátku roku 2016 založil stranu Sdružení pro republiku – Republikánská strana Československa 2016, ohlásil návrat do politiky a v červnu 2016 byl oficiálně zvolen jejím předsedou. V červenci 2016 se strana přejmenovala na Sdružení pro republiku – Republikánská strana Československa Miroslava Sládka. Ve volbách do Senátu PČR v roce 2016 za ni kandidoval v obvodu č. 64 – Bruntál. Se ziskem 3,27 % hlasů skončil na 8. místě a do druhého kola nepostoupil.
V krajských volbách v roce 2016 vedl v Jihomoravském kraji z pozice lídra kandidátku subjektu "Koalice Republikánů Miroslava Sládka, Patriotů České republiky a HOZK", ale neuspěl (uskupení získalo jen 0,44 % hlasů).
Ve volbách do Evropského parlamentu v květnu 2019 kandidoval jako lídr strany Sdružení pro republiku – Republikánská strana Československa Miroslava Sládka, ale nebyl zvolen.
Ve volbách do Evropského parlamentu v červnu 2024 kandidoval jako člen strany Sdružení pro republiku - Republikánská strana Československa Miroslava Sládka (SPR-RSČ Miroslava Sládka) za hnutí ANS na 28. místě kandidátky uskupení „ALIANCE ZA NEZÁVISLOST ČR - proti přijetí eura!“ (tj. strana Bezpečné ulice (BEZ-UL), strana Národní demokracie (ND), hnutí Aliance národních sil (ANS), strana Rozumní, Dělnická strana sociální spravedlnosti (DSSS) a hnutí Čistý kraj (ČiKR)). Uskupení však získalo pouze 0,50 % hlasů a zvolen tak nebyl.
V roce 2025 navázal spolupráci s Ladislavem Vrabelem. Ve volbách do Poslanecké sněmovny PČR v roce 2025 je lídrem hnutí Česká republika na 1. místě! v Moravskoslezském kraji.